# Ludwigsvorstadt-Isarvorstadt
Ludwigsvorstadt-Isarvorstadt is een stadsdeel (Duits: Stadtbezirk) van de Duitse stad München, hoofdstad van de deelstaat Beieren. Het district ligt direct ten westen van Altstadt-Lehel, het historische stadscentrum van München, en wordt ook aangeduid als Stadtbezirk 2. Bij de districtsherverdeling van 1992 kwam het stadsdeel tot stand uit de fusie van de twee oude historische Stadtbezirke Ludwigsvorstadt en Isarvorstadt.
Eind 2018 woonden er in het 4,4 km² grote Stadtbezirk 51.644 inwoners. De omliggende stadsdelen zijn Maxvorstadt in het noorden, Altstadt-Lehel in het noordoosten, Au-Haidhausen aan de andere oever van de Isar in het oosten, Untergiesing-Harlaching in het zuidoosten, Sendling in het zuiden en Schwanthalerhöhe in het westen.
In het Stadtbezirk vindt men onder meer de Sint-Pauluskerk, de Sint-Maximiliaankerk en de Sint-Antoniuskerk, maar ook het Deutsches Theater en het Staatstheater am Gärtnerplatz. Aan de Isar is het Europees Octrooibureau gevestigd. In een groene gordel bevinden zich de historische begraafplaats Alter Südlicher Friedhof en de Theresienwiese waar jaarlijks het Oktoberfest plaatsvindt.
Ludwigsvorstadt, waarin ook het spoorwegknooppunt Munchen Hauptbahnhof is gelegen, wordt door de U-Bahn van München ontsloten met de metrostations Goetheplatz, Poccistraße, Theresienwiese en Hauptbahnhof.
Isarvorstadt wordt bediend met de stations Sendlinger Tor en Fraunhoferstraße.
Allach-Untermenzing · 
Altstadt-Lehel · 
Au-Haidhausen · 
Aubing-Lochhausen-Langwied · 
Berg am Laim · 
Bogenhausen · 
Feldmoching-Hasenbergl · 
Hadern · 
Laim · 
Ludwigsvorstadt-Isarvorstadt · 
Maxvorstadt · 
Milbertshofen-Am Hart · 
Moosach · 
Neuhausen-Nymphenburg · 
Obergiesing-Fasangarten · 
Pasing-Obermenzing · 
Ramersdorf-Perlach · 
Schwabing-Freimann · 
Schwabing-West · 
Schwanthalerhöhe · 
Sendling · 
Sendling-Westpark · 
Thalkirchen-Obersendling-Forstenried-Fürstenried-Solln · 
Trudering-Riem · 
Untergiesing-Harlaching